# Голі (Техас)
Голі (англ. Hawley) — місто (англ. city) в США, в окрузі Джонс штату Техас. Населення — 545 осіб (2020).

## Географія
Голі розташоване за координатами 32°36′21″ пн. ш. 99°48′49″ зх. д. / 32.60583° пн. ш. 99.81361° зх. д. (32.605785, -99.813658).  За даними Бюро перепису населення США в 2010 році місто мало площу 7,61 км², з яких 7,59 км² — суходіл та 0,02 км² — водойми.

## Демографія
Згідно з переписом 2010 року, у місті мешкали 634 особи в 242 домогосподарствах у складі 179 родин. Густота населення становила 83 особи/км².  Було 272 помешкання (36/км²).
Расовий склад населення:
| - 94,5 % — білих - 0,2 % — корінних американців - 0,2 % — чорних або афроамериканців - 2,7 % — осіб інших рас |

До двох чи більше рас належало 2,5 %. Частка іспаномовних становила 6,2 % від усіх жителів.
За віковим діапазоном населення розподілялося таким чином: 27,4 % — особи молодші 18 років, 57,3 % — особи у віці 18—64 років, 15,3 % — особи у віці 65 років та старші. Медіана віку мешканця становила 37,6 року. На 100 осіб жіночої статі у місті припадало 93,9 чоловіків;  на 100 жінок у віці від 18 років та старших — 87,0 чоловіків також старших 18 років.
Середній дохід на одне домашнє господарство  становив 53 503 долари США (медіана — 51 316), а середній дохід на одну сім'ю — 57 663 долари (медіана — 54 792). За межею бідності перебувало 8,5 % осіб, у тому числі 4,7 % дітей у віці до 18 років та 33,7 % осіб у віці 65 років та старших.
Цивільне працевлаштоване населення становило 224 особи. Основні галузі зайнятості: освіта, охорона здоров'я та соціальна допомога — 34,8 %, роздрібна торгівля — 10,3 %, транспорт — 9,8 %.